# Vännäs station
Vännäs station är en järnvägsstation i Vännäs. Stationen ligger centralt belägen i orten vid Oscarstorget.

## Historik
Stambanan genom övre Norrland drogs i slutet av 1800-talet genom Vännäs och 1891 stod järnvägsstationen i Vännäs klar. Bibanan Vännäs–Umeå invigdes 1896 vilket gjorde Vännäs till en viktig järnvägsknut. Anledningen till att banan drogs genom Vännäs och inte genom närliggande Umeå var antikustprincipen. Botniabanan ansluter till stambanan i Vännäs. Järnvägen kom med tiden bidra till att Vännäs utvecklades till en pendlingskommun med goda pendlingsmöjligheter för privatpersoner, arbetstagare samt elever inom grund- och gymnasieskolan. Under 1980-talet moderniserades järnvägssträckan Vännäs-Umeå genom elektrifiering. Stationshusets klocka har vid minst ett tillfälle blivit stulen. Det då några elever vid Arméns kompaniofficersskola i Uppsala skruvat ned klockan och satte upp den i sin lektionssal. När Arméns kompaniofficersskola avvecklades, övertogs klockan av Arméns underhållsskola i Skövde. Att klockan från början blev stulen berodde på ett missnöje över kommunikationerna i Övre Norrland.

## Verksamhet
Det byggnadsminnesmärkta stationshuset uppfördes 1891 efter ritningar av Folke Zettervall och ligger på den östra sidan av stambanan intill Östra Järnvägsgatan. Det bemannade biljettkontoret vid stationen är stängt. År 2015 sålde statliga Jernhusen stationshuset till det privata bolaget Värderingkammaren.